# Karl von Brentano-Hommeyer
Karl von Brentano-Hommeyer (* 26. April 1913 in München; † 26. Dezember 2005) war ein deutscher Politiker (BP, FDP).

## Leben und Beruf
Karl von Brentano-Hommeyer war ein natürlicher Sohn des Clemens von Brentano. Nach dem Abitur studierte von Brentano-Hommeyer zunächst vier Semester Rechtswissenschaften und Psychologie in München und Genf. Er wechselte dann zum Medizinstudium über und wurde nach dem medizinischen Staatsexamen und der Promotion in München 1939 als Arzt approbiert. 1940 bis 1941 nahm er am Zweiten Weltkrieg bei der Sanitätstruppe teil. Nachdem er wegen einer Kriegsbeschädigung aus der Armee entlassen worden war, arbeitete er als Arzt und Betriebsarzt in München und Berlin.
1951 ließ sich von Brentano-Hommeyer als Praktischer Arzt in eigener Praxis in München nieder. Er wurde später Landesvorsitzender des Verbandes der niedergelassenen Ärzte in Bayern, Vorstandsmitglied der Bayerischen Landesärztekammer, Landesvorsitzender des Bundes der Flieger- und Kriegsgeschädigten (1953) und in vorgerücktem Alter Vorsitzender des Deutschen Rentnerbundes Bayern.

## Politik
Von Brentano-Hommeyer wurde 1952 für die Wählergruppe Sozialgemeinschaft der Entrechteten in den Münchner Stadtrat gewählt, trat aber 1953 der Bayernpartei bei. Für diese gehörte er ab 1954 dem Bayerischen Landtag an. Von Dezember 1960 bis Januar 1963 war er dort Fraktionsvorsitzender der Bayernpartei. 
Seit 1954 war er zudem in der Landesleitung der Bayernpartei für Lastenausgleich und Sozialpolitik zuständig. Ab 1963 war er fraktionslos, 1964 trat er zur FDP über. Er saß bis 1966 im Bayerischen Landtag.
Brentano war außerdem in der Nachkriegszeit Vorstandsmitglied beim Verein zur Verbesserung der Rechtsstellung des außerehelichen Kindes, der Waisenkinder und zum Schutz der unverheirateten Mutter e.V.
Der Landtag wählte ihn zum Mitglied der dritten Bundesversammlung, die Heinrich Lübke zum Bundespräsidenten wählte.

## Auszeichnungen
- 1962: Bayerischer Verdienstorden